# Chowchilla, Kalifornien
Chowchilla är en stad (city) i Madera County, i delstaten Kalifornien, USA. Enligt United States Census Bureau har staden en folkmängd på 19 044 invånare (2011) och en landarea på 19,8 km².
I den västra delen av staden ligger de delstatliga fängelserna Central California Women's Facility och Valley State Prison.